# وان رول
وان رول (انگلیسی: Von Roll Holding) شرکت تولید صنعتی سوئیسی است، که در سال ۱۸۰۳ تأسیس شد.